# Cédric Kahn
Pour les articles homonymes, voir Kahn.
 (octobre 2024).
Si vous disposez d'ouvrages ou d'articles de référence ou si vous connaissez des sites web de qualité traitant du thème abordé ici, merci de compléter l'article en donnant les références utiles à sa vérifiabilité et en les liant à la section « Notes et références ».
 (novembre 2024).
Cédric Kahn, né le 17 juin 1966 à Fontenay-aux-Roses dans les Hauts-de-Seine, est un réalisateur, scénariste et acteur français.

## Biographie

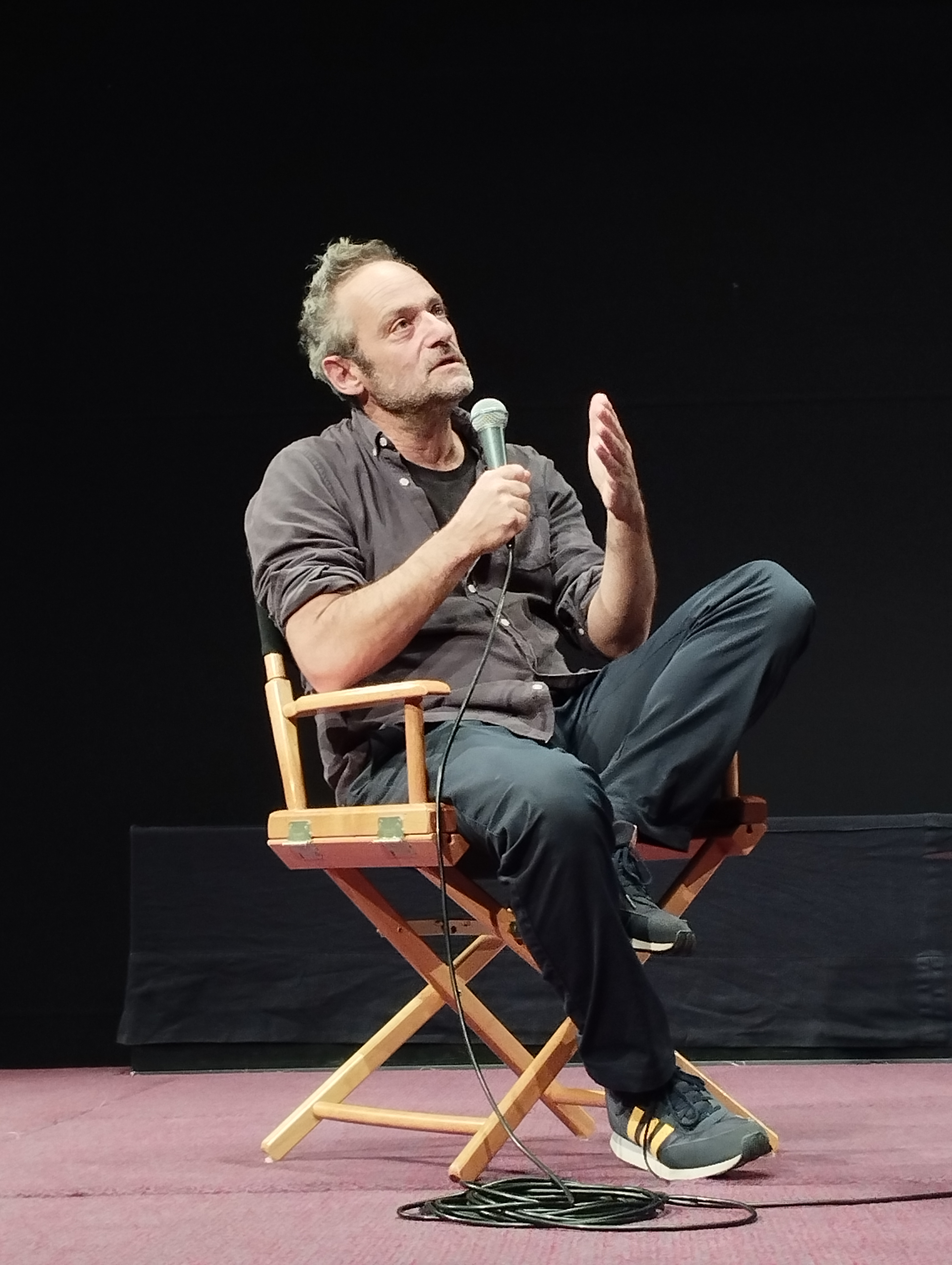
Cédric Kahn à la Cinémathèque française, en septembre 2023.

Né d'un père architecte et d'une mère pharmacienne, Cédric Kahn grandit dans la Drôme. Peu passionné par les études traditionnelles, il manifeste dès son adolescence une vive passion pour le cinéma, animant avec plusieurs jeunes gens de son lycée de Crest une émission radiodiffusée de critique de films. Il monte à Paris dès l'obtention de son baccalauréat et parvient, en quelques années, à se frayer un chemin dans le milieu du cinéma. Il est, par exemple, l'assistant du monteur Yann Dedet sur le film de Maurice Pialat Sous le soleil de Satan, Palme d'or au festival de Cannes 1987.
Pour Une vie meilleure, Guillaume Canet reçoit en 2011 le prix du meilleur acteur au Festival International du Film de Rome. 
Lors du festival de Berlin 2018, son film La Prière est en compétition pour l'Ours d'or. Son interprète principal, Anthony Bajon, remporte l'Ours d'argent du meilleur acteur.
En 2019 sort son film Fête de famille ayant pour interprètes principaux Catherine Deneuve, Emmanuelle Bercot et Vincent Macaigne. 
Son douzième long-métrage, Le Procès Goldman est présenté en ouverture de la Quinzaine des réalisateurs du Festival de Cannes en mai 2023. Ce film qui retrace le deuxième procès de Pierre Goldman en avril 1976, obtient 8 nominations aux César, notamment dans les catégories « Meilleur film », « Meilleure réalisation » et « Meilleur scénario original ». Son interprète principal, Arieh Worthalter reçoit le César du meilleur acteur. 
En 2024, la comédie Making of, qui relate le tournage d'un film où le réalisateur se trouve dépassé par les évènements, reçoit un accueil très favorable de la presse.

## Filmographie

### Réalisateur et scénariste
- 1990 : Les Dernières Heures du millénaire (court métrage)
- 1991 : Bar des rails
- 1994 : Trop de bonheur[4]
- 1996 : Culpabilité zéro (téléfilm)
- 1998 : L'Ennui
- 2001 : Roberto Succo
- 2004 : Feux rouges
- 2005 : L'Avion
- 2009 : Les Regrets
- 2012 : Une vie meilleure
- 2014 : Vie sauvage
- 2018 : La Prière
- 2019 : Fête de famille
- 2023 : Le Procès Goldman
- 2024 : Making of

### Scénariste uniquement
- 1990 : Outremer de Brigitte Roüan
- 1993 : Les gens normaux n'ont rien d'exceptionnel de Laurence Ferreira-Barbosa
- 2006 : Les Ambitieux de Catherine Corsini

### Acteur
- 1995 : N'oublie pas que tu vas mourir de Xavier Beauvois : un ami de Benoît
- 2012 : Alyah d'Elie Wajeman : Isaac
- 2013 : Tirez la langue, mademoiselle d'Axelle Ropert : le docteur Boris Pizarnik
- 2015 : Les Anarchistes d'Elie Wajeman : Gaspard
- 2016 : Un homme à la hauteur de Laurent Tirard : Bruno Cassoni
- 2016 : L'Économie du couple de Joachim Lafosse : Boris Marker
- 2018 : Cold War de Paweł Pawlikowski : Michel
- 2018 : Marche ou crève de Margaux Bonhomme : François
- 2018 : Dix pour cent (série télévisée), saison 3, épisode 4 Isabelle de Marc Fitoussi : lui-même
- 2018 : La Dernière Nuit (court métrage) d'Alexandre Smia : Joseph Kahn
- 2019 : Fête de famille de lui-même : Vincent
- 2021 : Le Bal des folles de Mélanie Laurent : François Cléry
- 2022 : Novembre de Cédric Jimenez : Martin
- 2022 : Lucienne dans un monde sans solitude (court métrage) de Geordy Couturiau : Paul / Eliott
- 2022 : Esprit d'hiver (mini-série télévisée) de Cyril Mennegun : Marc
- 2022 : Neneh Superstar de Ramzi Ben Sliman : Jean-Claude Kahane
- 2023 : Un hiver en été de Laetitia Masson : André
- 2023 : Les Secrets de la princesse de Cadignan d'Arielle Dombasle : Daniel d'Arthez
- 2024 : Madame de Sévigné d'Isabelle Brocard : François Adhémar de Monteil de Grignan
- 2024 : Ollie d'Antoine Besse
- 2024 : Drone de Simon Bouisson : Richard
- 2024 : Le Choix de Gilles Bourdos : Cassano

### Monteur
- 1993 : L'Exposé (court métrage) d'Ismaël Ferroukhi

## Distinctions

### Récompenses
- Festival de Namur : Prix du scénario pour Outremer de Brigitte Roüan
- Prix SACD 1992 : Nouveau talent cinéma
- Festival de Cannes 1994 : Prix de la jeunesse pour Trop de bonheur
- Prix Jean-Vigo 1994 pour Trop de bonheur
- Prix Louis-Delluc 1998 pour L'Ennui
- Festival de San Sebastian 2014 : Prix spécial du jury pour Vie sauvage
- Festival Film By The Sea de Flessingue 2018 : Prix TV5 Monde pour La Prière
- Mostra de Venise 2023 : Prix cinéma et arts pour Making of

### Nominations
- Film Independent Spirit Awards 2005 : meilleur film étranger pour Feux rouges
- Lumières 2015 : Lumière du meilleur réalisateur pour Vie sauvage
- César 2024 :
  - Meilleur film pour Le Procès Goldman
  - Meilleure réalisation
  - Meilleur scénario original

### Sélections
- Festival de Cannes 2001 : en compétition avec Roberto Succo
- Berlinale 2004 : en compétition avec Feux rouges
- Berlinale 2018 : en compétition avec La Prière